# Fredrikstad
Fredrikstad, korábban Frederiksstad (szó szerint „Frigyes városa”) város és község (norvégul: kommune) Norvégia délkeleti Østlandet földrajzi régiójában, a Glomma folyó északi-tengeri torkolatánál, Østfold megyében.

## Földrajz
A község területe 288 km², népessége 71 976 fő (2008 január ).

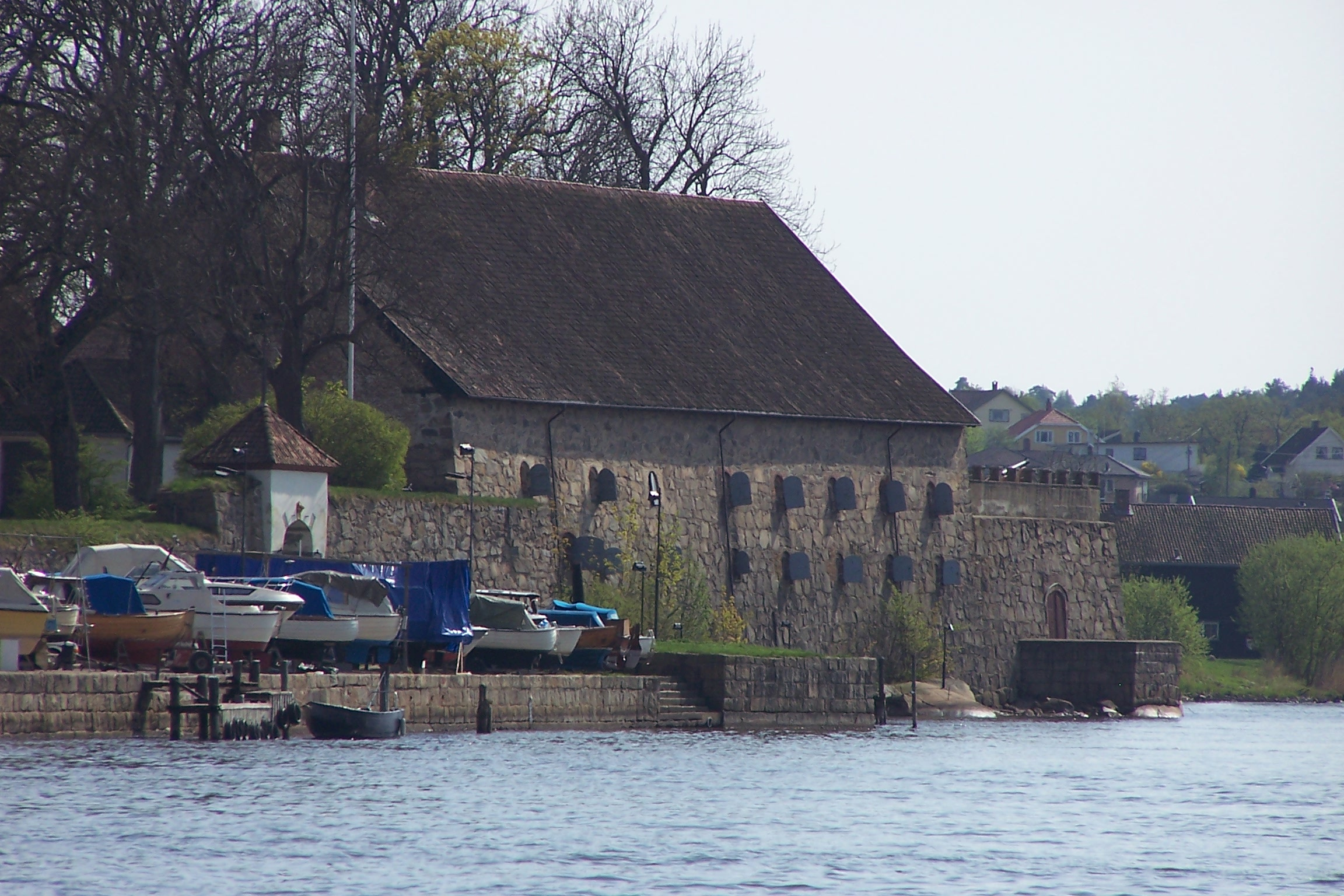
Az óváros egy részlete

A szomszédos Sarpsborggal együtt Norvégia ötödik legnagyobb konurbációját alkotja, együttes lakosságuk 104 382 fő (2011. jan 1.) +/-.
Fredrikstad városközpontja a folyó nyugati partján, az óváros – Észak-Európa legjobban megőrzött városerődje – a keleti parton fekszik.

## Történelem
1567-ben alapította II. Frigyes király. Fredrikstad község 1838. január 1-jén jött létre (lásd: formannskapsdistrikt). 1964. január 1-jén Glemmen községet, 1994. január 1-jén Borge, Onsøy és Kråkerøy községeket olvasztották Fredrikstadba.
Fredrikstadot azután alapították a Glomma torkolatánál, hogy a svédek leégették a folyónál 15 kilométerre feljebb épült Sarpsborgot. A maradék sarpsborgi lakosság több mint fele azonban a régi városban maradt, amelyet az eredeti helyen újjáépítettek.

## Gazdaság
Fredrikstad sokáig nagy faipari központ volt és a faexport fontos kikötője, később – az 1980-as évekig – jelentős hajóépítő. Ma vegyipara és könnyűipara jelentős. 2005-ben a Tall Ship Races vitorláshajóverseny célkikötője volt.